# Весковато (Италия)
Весковато (итал. Vescovato) — коммуна в Италии, располагается в регионе Ломбардия, в провинции Кремона.
Население составляет 3652 человека (2008 г.), плотность населения составляет 215 чел./км². Занимает площадь 17 км². Почтовый индекс — 26039. Телефонный код — 0372.
Покровителем коммуны почитается Леонард Ноблакский, празднование 6 ноября и 13 ноября.

## Демография
Динамика населения:

## Администрация коммуны
- Официальный сайт: